# Valayapathi
El Vaḷaiyāpati (tamil: வளையாபதி), también escrito Valayapathi, es una de las cinco grandes epopeyas tamiles, pero una que se ha perdido casi por completo. Es la historia de un padre que tiene dos esposas, abandona a una que da a luz a su hijo, y el hijo crece y busca a su verdadero padre.  La emoción dominante de esta epopeya es el amor, y su objeto predominante es la inculcación de principios y doctrinas jainistas.
Los manuscritos de hojas de palma de la epopeya probablemente existieron hasta el siglo XIX, pero actualmente solo se conocen fragmentos inciertos de la epopeya a partir de los comentarios y la antología del siglo XIV Purattirattu. Basándose en estos fragmentos, la epopeya parece ser la historia de un comerciante con un negocio en el extranjero que se casó con dos mujeres. Abandonó a una, que luego da a luz a su hijo. También tiene hijos con la otra esposa. El hijo abandonado es acosado por niños extranjeros por no saber el nombre de su padre. Su madre luego revela el nombre del padre. El hijo viaja y se enfrenta a su padre, quien primero se niega a reconocerlo. Luego, con la ayuda de una diosa, trae a su madre cuya presencia prueba su reclamo. El padre acepta al niño y lo ayuda a iniciar su propio negocio.
Las estrofas supervivientes de la epopeya, y los comentarios que mencionan a Valayapathi, sugieren que fue en parte un texto que disputaba y criticaba a otras religiones indias, que apoyaba las ideologías encontradas en el jainismo temprano, como el ascetismo, los horrores de la carne -comer (No violencia) y aversión monástica a las mujeres (celibato). Por lo tanto, es "casi seguro" es una epopeya jainista, escrita por un asceta tamil jainista, afirma Kamil Zvelebil, un estudioso de la literatura tamil. Según Zvelebil, probablemente se compuso alrededor del siglo X d. C.

## Contenido
La historia de Valayapathi no se puede discernir a partir de los fragmentos de la epopeya actualmente disponibles. Sin embargo, algunos estudiosos sostienen que la historia de la epopeya se ha vuelto a contar en el capítulo 35 de Vaisyapuranam o Vanikapuranam, escrito por Chintamani Pulavar en 1855. Chintamani Pulavar describe el capítulo como la historia de "Vaira Vanikan Valayapathi" (Valayapathi el comerciante de diamantes) del Panchakavyam. (cinco grandes epopeyas). Pero el texto en sí no contiene la palabra Valayapathi. Los eruditos tamiles M. Arunachalam y Kamil Zvelebil consideran esta hipótesis dudosa. El contenido de los versos recuperados son coherentes con los ideales del jainismo y han llevado a la conclusión de que esta epopeya es una obra religiosa jainista. El rechazo de los placeres mundanos, la defensa del ascetismo, la misantropía y el elogio de la castidad, el horror por comer carne, la visión de cambio constante y transitoriedad apuntan a que el autor de la epopeya es un monje jainista. El verso 345 de Tirukkuṛaḷ se cita en la epopeya.
Según el erudito tamil S. Vaiyapuri Pillai, Valayapathi es uno de los primeros trabajos realizados en el metro de Viruttham. La calidad y belleza de la epopeya ha sido elogiada por Adiyarkkunallar, quien la cita y elogia su calidad de poesía en su comentario de Cilappatikaram.

## Fechado
Valayapathi ha sido fechado a principios del siglo X por Vaiyapuri Pillai, mientras que Arunachalam lo ha fechado a principios del siglo IX.

## Género
La tradición literaria tamil coloca a Valayapathi entre las cinco grandes epopeyas de la literatura tamil, junto con obras como Silappatikaram, Manimegalai, Civaka Cintamani y Kundalakesi. Se le llama un "Aimperumkappiyam" (lit. Cinco grandes epopeyas), un género que se menciona por primera vez en un comentario de Mayilainathar de Nannūl de un siglo posterior. Mayilainathar no menciona los nombres de las cinco epopeyas. Los nombres de las epopeyas se mencionan por primera vez a finales del siglo XVIII, obra de principios del siglo XIX Thiruthanikaiula. Obras anteriores como el poema Tamil vidu thoothu del siglo XVII mencionan las grandes epopeyas como Panchkavyams.